# Halowe Mistrzostwa Europy w Łucznictwie 2015
15. Halowe Mistrzostwa Europy w Łucznictwie odbyły się w dniach 24 – 28 lutego 2015 roku w Koprze w Słowenii.
Jedyny medal dla Polski wywalczyła drużyna juniorek w łuku klasycznym. Zespół w składzie Karolina Farasiewicz, Magdalena Śmiałkowska i Sylwia Zyzańska zdobył brąz.

## Reprezentacja Polski seniorów

### łuk klasyczny
- Paweł Marzec
- Wioleta Myszor
- Piotr Nowak
- Joanna Rząsa
- Rafał Wojtkowiak
- Adriana Żurańska

### łuk bloczkowy
- Katarzyna Szałańska
- Jan Wojtas

## Reprezentacja Polski juniorów

### łuk klasyczny
- Kacper Bizoń
- Karolina Farasiewicz
- Magdalena Śmiałkowska
- Marek Szafran
- Rafał Wójcik
- Sylwia Zyzańska

## Medaliści

### Seniorzy

#### Strzelanie z łuku klasycznego
| Konkurencja:           | Złoto:                                                             | Srebro:                                                           | Brąz:                                                              |
| indywidualnie kobiet   | Veronika Haidn-Tschalova                                           | Chatuna Narimanidze                                               | Lisa Unruh                                                         |
| indywidualnie mężczyzn | Heorhij Iwanickij                                                  | Massimiliano Mandia                                               | Felix Wieser                                                       |
| drużynowo kobiet       | Niemcy · Veronika Haidn-Tschalova · Karina Winter · Lisa Unruh     | Gruzja · Chatuna Narimanidze · Iulia Lobżenidze · Kristine Esebua | Włochy · Giulia Mammi · Manuela Mercuri · Chiara Rebagliati        |
| drużynowo mężczyzn     | Holandia · Rick van der Ven · Sjef van den Berg · Jan nan Tongeren | Włochy · Matteo Fissore · Massimiliano Mandia · Marco Morello     | Rosja · Aleksiej Nikołajew · Aleksander Kożin · Bair Cybekdorżejew |

#### Strzelanie z łuku bloczkowego
| Konkurencja:           | Złoto:                                                          | Srebro:                                                                  | Brąz:                                                                       |
| indywidualnie kobiet   | Sarah Prieels                                                   | Natalia Awdiejewa                                                        | Anastasia Anastasio                                                         |
| indywidualnie mężczyzn | Sergio Pagni                                                    | Stephan Hansen                                                           | Mike Schloesser                                                             |
| drużynowo kobiet       | Rosja · Albina Łoginowa · Maria Winogradowa · Natalia Awdiejewa | Włochy · Anastasia Anastasio · Viviana Spano · Marcella Tonioli          | Holandia · Inge van Caspel · Martine Couwenberg · Inge Enthoven-Mokkenstrom |
| drużynowo mężczyzn     | Holandia · Mike Schloesser · Peter Elzinga · Ruben Bleyendaal   | Francja · Sebastien Brasseur · Pierre-Julien Deloche · Sebastien Peineau | Dania · Martin Damsbo · Stephan Hansen · Andreas Darum                      |

### Juniorzy

#### Strzelanie z łuku klasycznego
| Konkurencja:           | Złoto:                                                       | Srebro:                                                              | Brąz:                                                                   |
| indywidualnie kobiet   | Solomija Hnyp                                                | Katharina Bauer                                                      | Tatiana Andreoli                                                        |
| indywidualnie mężczyzn | Artem Machnenko                                              | Maximillian Weckmüller                                               | Marc Rudow                                                              |
| drużynowo kobiet       | Włochy · Tanya Giaccheri · Tatiana Andreoli · Loredana Spera | Rosja · Tuyana Daszidorżiewa · Waleria Mylnikowa · Żibzema Dambajewa | Polska · Sylwia Zyzańska · Karolina Farasiewicz · Magdalena Śmiałkowska |
| drużynowo mężczyzn     | Rosja · Witalij Popow · Żargal Batojew · Artem Machnenko     | Włochy · Andrea Monego · David Pasqualucci · Yuri Belli              | Słowenia · Rok Bizjak · Gasper Štrajhar · Ziga Ravnikar                 |

#### Strzelanie z łuku bloczkowego
| Konkurencja:           | Złoto:                                                             | Srebro:                                                         | Brąz:                                                                  |
| indywidualnie kobiet   | Sahra Sönnichsen                                                   | Lena Meynen Degryse                                             | Mariya Shkolna                                                         |
| indywidualnie mężczyzn | Viktor Orosz                                                       | Hampus Borgstrom                                                | Renaud Domanski                                                        |
| drużynowo kobiet       | Rosja · Aleksandra Sawenkowa · Jekaterina Makiewa · Diana Rawiłowa | Ukraina · Mariya Shkolna · Waleria Gonczarowa · Ołena Borysenko | Belgia · Saskia Meyren Degryse · Lena Meyren Degryse · Kyana Sgaggiaro |
| drużynowo mężczyzn     | Słowenia · Luka Stosevski · Stas Modic · Arne Černe                | Włochy · Jesse Sut · Manuel Festi · Viviano Mior                | Ukraina · Władysław Bolszakow · Roman Howiadowskij · Anton Gonczarow   |

## Klasyfikacja medalowa

### Seniorzy
| Lp. | Państwo  | Złoto | Srebro | Brąz | Razem |
| 1.  | Niemcy   | 2     | 0      | 2    | 4     |
| 2.  | Holandia | 2     | 0      | 1    | 3     |
| 3.  | Włochy   | 1     | 2      | 2    | 5     |
| 4.  | Belgia   | 1     | 0      | 0    | 1     |
| 4.  | Ukraina  | 1     | 0      | 0    | 1     |
| 6.  | Gruzja   | 0     | 2      | 0    | 2     |
| 7.  | Rosja    | 0     | 1      | 1    | 2     |
| 7.  | Dania    | 0     | 1      | 1    | 2     |
| 9.  | Francja  | 0     | 1      | 0    | 1     |

### Juniorzy
| Lp. | Państwo  | Złoto | Srebro | Brąz | Razem |
| 1.  | Rosja    | 2     | 1      | 0    | 3     |
| 2.  | Włochy   | 1     | 2      | 1    | 4     |
| 3.  | Ukraina  | 1     | 0      | 2    | 3     |
| 4.  | Słowenia | 1     | 0      | 1    | 2     |
| 5.  | Dania    | 1     | 0      | 0    | 1     |
| 5.  | Węgry    | 1     | 0      | 0    | 1     |
| 7.  | Niemcy   | 0     | 2      | 1    | 3     |
| 8.  | Belgia   | 0     | 1      | 1    | 2     |
| 9.  | Szwecja  | 0     | 1      | 0    | 1     |
| 10. | Polska   | 0     | 0      | 1    | 1     |